# 平凡 (画家)
平凡（へいぼん、1967年 - ）は台湾のイラストレーター。写真のようなはっきりとした造形と水彩画のような透明感が同居しているのが特徴。日本でも個展を数多く展開している。イラストレーションにおけるパートナーの陳淑芬は妻。

## プロフィール
1995年、マンガ「夏日之後」の単行本を上梓しデビュー。イラストの仕事と併行し、1997年デジタルコミック「FOCUS」を発表。
陳淑芬とのコラボレートによる作品集「黄色」「春夏秋冬」、画集「The Library」を発刊するなど多数の作品を発表している。